# Klösterle
Klösterle è un comune austriaco di 677 abitanti nel distretto di Bludenz, nel Vorarlberg.